# Capnolymma cingalensis
Capnolymma cingalensis là một loài bọ cánh cứng trong họ Cerambycidae.